# George Kojac
George Harold Kojac (New York, 2 marzo 1910 – Parsippany, 28 maggio 1996) è stato un nuotatore statunitense.
Specializzato nel dorso ha vinto la medaglia d'oro nei 100 m dorso e nella staffetta 4x200 m sl ai Giochi olimpici di Amsterdam 1928.
È diventato uno dei Membri dell'International Swimming Hall of Fame.
È stato primatista mondiale sulle distanze dei 100 m e 200 m dorso e nella staffetta 4x200 m sl.

## Palmarès
- Olimpiadi
  - Amsterdam 1928: oro nei 100 m dorso e nella staffetta 4x200 m sl.